# Фонди (Латина)
Фонди (итал. Fondi, лат. Fundi) насеље је у Италији у округу Латина, региону Лацио.
Према процени из 2008. у насељу је живео 36.541 становник. Насеље се налази на надморској висини од 8 м.

## Становништво
Према резултатима пописа становништва 2011. у општини је живело 37.180 становника.
| 1936.  | 1951.  | 1961.  | 1971.  | 1981.  | 1991.  | 2001.  | 2011.  |
| ------ | ------ | ------ | ------ | ------ | ------ | ------ | ------ |
| 15.456 | 19.212 | 21.777 | 23.197 | 27.915 | 31.169 | 31.023 | 37.180 |

## Партнерски градови
- Мангалија
- Дахау
- Вођислав Слонски